# Kimberly (Oregon)
Kimberly az Amerikai Egyesült Államok északnyugati részén, Oregon állam Grant megyéjében elhelyezkedő önkormányzat nélküli település.
Nevét a befolyásos Kimberly családról kapta; Orin Kimberly az 1930-as években nyitotta meg a térség első kereskedelmi célú gyümölcsösét.
A település közelében vannak a James Cant és Thomas Condon múzeumok.

## Éghajlat
A település éghajlata párás mediterrán (a Köppen-skála szerint Csb).

## Fordítás
- Ez a szócikk részben vagy egészben  a   Kimberly, Oregon című angol Wikipédia-szócikk ezen változatának fordításán alapul.  Az eredeti cikk szerkesztőit annak laptörténete sorolja fel. Ez a jelzés csupán a megfogalmazás eredetét és a szerzői jogokat jelzi, nem szolgál a cikkben szereplő információk forrásmegjelöléseként.